# Hypagyrtis triplipunctaria
Hypagyrtis triplipunctaria är en fjärilsart som beskrevs av Fitch 1860. Hypagyrtis triplipunctaria ingår i släktet Hypagyrtis och familjen mätare. Inga underarter finns listade i Catalogue of Life.